# Рейхсштатгальтер
Рейхсштатгальтер (нем. Reichsstatthalter — «имперский наместник») — представитель имперского правительства Германии на подведомственных ему территориях, в задачу которого входило наблюдение за выполнением политических директив фюрера и рейхсканцлера.

## История возникновения
Среди мер по гляйхшальтунгу в Германии нацистским правительством был принят закон от 7 апреля 1933 года «О слиянии областей с империей» (Gesetz zur Gleichschaltung der Länder mit dem Reich), вводящий должность штатгальтера (наместника) во всех землях и дающий ему значительную власть, в частности, право распускать ландтаг земли. Примечательно, что предвестником должности Рейхсштатгальтера был возрожденный институт Рейхскомиссара, внедренный после государственного переворота в Пруссии 20 июля 1932 года. 30 января 1935 года был принят новый Закон «Об имперских наместниках». По этому закону, рейхсштатгальтеры (имперские наместники) являлись на подведомственных им территориях «представителями имперского правительства», в задачу которых входило «наблюдение за выполнением политических директив фюрера и рейхсканцлера». Фюрер мог возложить на рейхсштатгальтера руководство земельным правительством, но право назначения и увольнения чиновников земель оставалось за ним. Фюрер формально также являлся рейхсштатгальтером Пруссии, однако фактически его обязанности как рейхсштатгальтера исполнялись Германом Герингом.